# Sulphur Creek

S
Sulphur Creek – miasto w Australii, w północnej części Tasmanii.